# Draginac, Loznica
Draginac (izvirno srbsko Драгинац) je naselje v Srbiji, ki upravno spada pod Mesto Loznica; slednje pa je del Mačvanskega upravnega okraja.

## Demografija
V naselju živi 252 polnoletnih prebivalcev, pri čemer je njihova povprečna starost 39,2 let (38,5 pri moških in 39,9 pri ženskah). Naselje ima 100 gospodinjstev, pri čemer je povprečno število članov na gospodinjstvo 3,24.
To naselje je, glede na rezultate popisa iz leta 2002, večinoma srbsko.
|  |

| Demografija | Demografija     | Demografija     |
| Leto        | Št. prebivalcev | Št. prebivalcev |
| ----------- | --------------- | --------------- |
|             |                 |                 |
|             |                 |                 |
|             |                 |                 |
|             |                 |                 |
| 1948        | 257             |                 |
| 1953        | 277             |                 |
| 1961        | 278             |                 |
| 1971        | 269             |                 |
| 1981        | 315             |                 |
| 1991        | 324             | 318             |
| 2002        | 358             | 324             |
|             |                 |                 |

| Etnična sestava po popisu iz leta 2002 | Etnična sestava po popisu iz leta 2002 | Etnična sestava po popisu iz leta 2002 | Etnična sestava po popisu iz leta 2002 | Etnična sestava po popisu iz leta 2002 |
| -------------------------------------- | -------------------------------------- | -------------------------------------- | -------------------------------------- | -------------------------------------- |
| Srbi                                   | Srbi                                   |                                        | 308                                    | 95,06%                                 |
| Jugoslovani                            | Jugoslovani                            |                                        | 3                                      | 0,92%                                  |
| Črnogorci                              | Črnogorci                              |                                        | 2                                      | 0,61%                                  |
| Makedonci                              | Makedonci                              |                                        | 2                                      | 0,61%                                  |
| Neznano                                | Neznano                                |                                        | 2                                      | 0,61%                                  |